# Nagypehelysúly
A nagypehelysúly (kiskönnyűsúly) súlycsoport a profi ökölvívásban
A felső súlyhatár 130 font (59 kg).
A New York Walker Law tette hivatalossá 1920-ban, de először a New York State Athletic Commission (NYSAC) használta 1930-ban. Nem hivatalosan korábban is használták, az első angol bajnok "Battling Kid" Nelson volt 1914-ben, aki nem tudta megvédeni címét Benny Bergerrel szemben 1915-ben. Artie O’Leary szintén elvesztette bajnoki címét 1917-ben. A súlycsoport két szakaszban volt hivatalos: az egyik 1921-től 1933-ig, a másik 1960-tól.
A leghosszabb ideig Brian Mitchell volt bajnok, 12 sikeres védéssel (1986 – 1991). További híres ökölvívó-bajnokok a súlycsoportban: Vasyl Lomachenko, Flash Elorde, Alexis Argüello, Azumah Nelson, Julio César Chávez, Diego Corrales, Floyd Mayweather Jr., Érik Morales, Marco Antonio Barrera, Acelino Freitas, Juan Manuel Márquez, Oscar De La Hoya, Rocky Lockridge, Manny Pacquiao és Adrien Broner.

## A nagy világszervezetek nagypehelysúlyú világbajnokai
| WBA                          | WBC                          | IBF                        | WBO                        |
| Alberto Machado 20-0 (17 KO) | Miguel Berchelt 36-1 (33 KO) | Tevin Farmer 29-4-1 (6 KO) | Jamel Herring 20-2 (10 KO) |
| Szuperbajnok                 |                              |                            |                            |
| Gervonta Davis 21-0 (20 KO)  |                              |                            |                            |

## Fordítás
Ez a szócikk részben vagy egészben  a   Super featherweight című angol Wikipédia-szócikk fordításán alapul.  Az eredeti cikk szerkesztőit annak laptörténete sorolja fel. Ez a jelzés csupán a megfogalmazás eredetét és a szerzői jogokat jelzi, nem szolgál a cikkben szereplő információk forrásmegjelöléseként.